# Nelson Domínguez
Pour les articles homonymes, voir Domínguez.
Nelson Domínguez Cedeño, né le 23 septembre 1947 à Baire dans la province de Santiago de Cuba, est un peintre cubain.
Plusieurs de ses œuvres, dont Ofertorio (1990), se trouvent au Musée national des beaux-arts de Cuba.